# Amt Lützow-Lübstorf
Urząd Lützow-Lübstorf (niem. Amt Lützow-Lübstorf) – niemiecki urząd leżący w kraju związkowym Meklemburgia-Pomorze Przednie, w powiecie Nordwestmecklenburg. Siedziba urzędu znajduje się w miejscowości Lützow.
W skład urzędu wchodzi 15 gmin:
1. Alt Meteln
2. Brüsewitz
3. Cramonshagen
4. Dalberg-Wendelstorf
5. Gottesgabe
6. Grambow
7. Klein Trebbow
8. Lübstorf
9. Lützow
10. Perlin
11. Pingelshagen
12. Pokrent
13. Schildetal
14. Seehof
15. Zickhusen